# 阿雅·中村
阿雅·可可·达尼奥科（法語：Aya Coco Danioko，發音：[aja danjɔko]；1995年5月10日—），艺名阿雅·中村（Aya Nakamura，/ˈaɪə ˌnækəˈmʊərə/，EYE-ə NAK-ə-MOOR-ə），是一名法国籍马里裔流行歌手。她以她的热门歌曲《Djadja》走红。

## 演藝生涯
阿雅·中村出生于巴马科，后来随家人移民法国，并在欧奈苏布瓦长大。 来自一个格里奧（西非部族史或传统的说唱艺人）家庭，她是五个兄弟姐妹中最年长的。她在拉库尔讷沃学习了时尚设计。后来，她以艺名阿雅·中村进入了音乐界，该名字源于全国广播公司的科幻剧《英雄》中的角色中村广。
早期中村在网上发行自己音乐，以《Karma》和《J'ai mal》获得了追随者。老朋友登博·卡马拉（Dembo Camara）担任了她的製作人和经纪人。值得注意的是，她由克里斯托弗·根达（Christopher Ghenda）创作的歌曲《Brisé》在YouTube上获得了3,400万次观看，而与说唱歌手Fababy的二重唱《Love d'un voyou》也让她登上了法国排行榜。她发行了她的首张专辑，并和许多艺人进行了合作。她还在巴马科的Modibo-Keïta体育场举办了一场大型演唱会，在那里她为尼日利亚明星Davido做了开场表演。